# HC Neumarkt
Der Hockey Club Neumarkt war ein italienischer Eishockeyverein aus Neumarkt, der von der Saison 2016/17 bis zur Saison 2017/18 in der Alps Hockey League spielte.

## Geschichte
Der Hockey Club Neumarkt wurde im Jahre 1963 gegründet. Der Club organisierte jedes Jahr um den 15. August das Trainingsturnier Dolomitencup.
Zwischen 1963 und 2016 spielte die Mannschaft hauptsächlich in der zweiten Serie (Serie B/A2), mit Ausnahme der Spielzeiten 2003–2004 und 2013–2014, die in der Serie A gespielt wurde. Im Jahr 2016 trat sie der Alps Hockey League bei, wo sie zwei Spielzeiten spielte, bevor sie sich zurückzog, um sich nur noch den Jugendmannschaften zu widmen. Im Mai 2019 fusionierten der HC Neumarkt und der SC Auer (die sich bereits seit vielen Jahren den Jugendbereich gemeinsam teilten) und gründeten die Hockey Unterland Cavaliers.
Die Heimspiele wurden zeitweise in der Raiffeisen Arena in Kaltern ausgetragen, das eigentliche Heimatstadion, die Wild Goose Arena, hatte eine Zuschauerkapazität von ca. 500 Plätzen. Diese wurde im Jahr 2008 abgerissen, der Neubau an neuer Stelle feierte am 20. Juni 2010 die sogenannte Firstfeier und heißt heute Würth Arena.

## Trainer
| Zeit      | Trainer                                  |
| --------- | ---------------------------------------- |
| 2005/06   | Viktor Lukeš                             |
| 2006/07   | Michael Komma, Eric LeGros, Viktor Lukeš |
| 2007–2010 | Éric Legros                              |
| 2010–2012 | Rob Wilson                               |
| 2012/13   | Joe West                                 |
| 2013/14   | Teppo Kivelä                             |
| 2014      | Mike Flanagan, Luděk Bukač               |
| 2014–2018 | Martin Ekrt                              |